# Ітаїтуба (мікрорегіон)

Ітаїтуба на карті

Ітаїтуба (порт. Microrregião de Itaituba) — мікрорегіон в Бразилії, входить в штат Пара. Складова частина мезорегіону Південний захід штату Пара. Населення становить 209 531 чоловік (на 2010 рік). Площа — 189 595,095 км². Густота населення — 1,11 чол./км².

## Склад мікрорегіону
До складу мікрорегіону включені наступні муніципалітети:
1. Авейру
2. Ітайтуба
3. Жакареаканга
4. Нову-Прогресу
5. Рурополіс
6. Трайран

| Бразилія | Це незавершена стаття з географії Бразилії. Ви можете допомогти проєкту, виправивши або дописавши її. |